# Austrochaperina
Az Austrochaperina a kétéltűek (Amphibia) osztályába, valamint a békák (Anura) rendjébe és a szűkszájúbéka-félék (Microhylidae) családjába tartozó nem. A nemet Richard Zweifel 2000-ben kivette a Sphenophryne szinonimái közül. Ugyanakkor a jelenlegi definíciók szerint lehetséges, hogy nem monofiletikus, az Austrochaperina két monofiletikus csoportja közelebb áll a Copiula nemhez, mint egymáshoz.

## Nevének eredete
Nevét a latin australis (déli) szóból, és a vele közeli rokonságban álló, Borneón és Új-Guineán élő Chaperina nem nevéből alkották.

## Előfordulásuk
A nembe tartozó fajok Új-Guineán, a Bismarck-szigeteken és Ausztrália északi részén honosak.

## Megjelenésük
Az Austrochaperina nembe tartozó fajok morfológiailag teljesen átlagos békák, élőhelyük többnyire az avarban van. Méretük 20–50 mm. Ujjaik ellapultak, korongszerűek. A legtöbb fajnál hiányzik az úszóhártya.

## Rendszerezés
A nembe az alábbi fajok tartoznak:
- Austrochaperina adamantina Zweifel, 2000
- Austrochaperina adelphe (Zweifel, 1985)
- Austrochaperina alexanderi Günther, Richards & Dahl, 2014
- Austrochaperina aquilonia Zweifel, 2000
- Austrochaperina archboldi Zweifel, 2000
- Austrochaperina basipalmata (Van Kampen, 1906)
- Austrochaperina beehleri Günther and Richards, 2019
- Austrochaperina blumi Zweifel, 2000
- Austrochaperina brachypus Günther and Richards, 2019
- Austrochaperina brevipes (Boulenger, 1897)
- Austrochaperina fryi (Zweifel, 1962)
- Austrochaperina fulva Günther and Richards, 2019
- Austrochaperina gracilipes Fry, 1912
- Austrochaperina hooglandi (Zweifel, 1967)
- Austrochaperina kosarek Zweifel, 2000
- Austrochaperina laurae Günther, Richards & Dahl, 2014
- Austrochaperina macrorhyncha (Van Kampen, 1906)
- Austrochaperina mehelyi (Parker, 1934)
- Austrochaperina minutissima Günther, 2009
- Austrochaperina novaebritanniae Zweifel, 2000
- Austrochaperina palmipes (Zweifel, 1956)
- Austrochaperina parkeri Zweifel, 2000
- Austrochaperina pluvialis (Zweifel, 1965)
- Austrochaperina polysticta (Méhely, 1901)
- Austrochaperina punctata (Van Kampen, 1913)
- Austrochaperina robusta Fry, 1912
- Austrochaperina rudolfarndti Günther, 2017
- Austrochaperina septentrionalis Allison & Kraus, 2003
- Austrochaperina yelaensis Zweifel, 2000